# Ginchy
Ginchy település Franciaországban, Somme megyében. Lakosainak száma 73 fő (2022. január 1.). Ginchy Flers, Morval, Combles, Gueudecourt, Guillemont, Lesbœufs, Longueval és Maurepas községekkel határos.

## Népesség
A település népességének változása:
| Lakosok száma | 67   | 63   | 62   | 61   | 63   | 66   | 68   | 70   | 73   |
|               | 2013 | 2015 | 2016 | 2017 | 2018 | 2019 | 2020 | 2021 | 2022 |